# Novîi Șleah, Skvîra
Novîi Șleah (în ucraineană Новий Шлях) este un sat în comuna Samhorodok din raionul Skvîra, regiunea Kiev, Ucraina.

## Demografie
Componența lingvistică a localității Novîi Șleah
     Ucraineană (100%)
Conform recensământului din 2001, toată populația localității Novîi Șleah era vorbitoare de ucraineană (100%).